# Wladimir Wladimirowitsch Wolodenkow
Wladimir Wladimirowitsch Wolodenkow (russisch Владимир Владимирович Володенков; * 25. April 1972 in Leningrad) ist ein ehemaliger russischer Ruderer und Bronzemedaillengewinner der Olympischen Sommerspiele 1996.

## Karriere
Der für Dynamo Sankt Petersburg rudernde Wolodenkow trat 1996 bei den Olympischen Spielen mit dem russischen Achter an und gewann die Bronzemedaille hinter dem niederländischen und dem deutschen Achter. Bei den Olympischen Spielen 2000 in Sydney belegte Wolodenkow den 9. Platz mit dem russischen Achter. Bei den Olympischen Spielen 2004 in Athen belegte Wolodenkow den 11. Platz mit dem russischen Vierer ohne Steuermann.
Die beste Platzierung bei den Ruder-Weltmeisterschaften erreichte Wolodenkow mit der russischen Mannschaft im Jahr 1999 in Kanada mit dem Bronzerang. Bei den Ruder-Europameisterschaften 2008 auf dem Schinias Olympic Rowing and Canoeing Centre in Athen gewann Wolodenkow Silber mit dem russischen Achter.
Wolodenkow ist Offizier der Grenztruppen Russlands. Er arbeitet als Trainer der russischen Ruder-Nationalmannschaft.

## Auszeichnungen
- 1996:  Verdienter Meister des Sports Russlands[1]
- 1997:  Verdienstorden für das Vaterland II. Klasse[3]